# 찬실이는 복도 많지
"찬실이는 복도 많지"는 2020년 3월 5일에 개봉한 김초희 감독의 대한민국의 독립영화이다. 2019년 제24회 부산국제영화제에서 '한국영화의 오늘 - 비전' 섹션에서 처음 공개되었다.

## 시놉시스
함께 일하던 감독이 갑자기 죽자 실직하고 살길이 막막해진 영화 프로듀서 찬실은 산동네로 이사를 간다. 그 곳 주인집 할머니는 수상쩍고, 한 푼이라도 벌기 위해 시작한 일은 낯설기만 하다. 어느 날부터 찬실의 눈에 시도 때도 없이 미남 귀신이 나타난다.

## 캐스팅
- 강말금 : 이찬실 역
- 윤여정 : 할머니 역
- 김영민 : 장국영 역
- 윤승아 : 소피 역
- 배유람 : 김영 역
- 서상원 : 지 감독 역
- 강태우 : 동직 (제작부 1) 역
- 길도영 : 시영 (제작부 2) 역
- 이도윤 : 열민 (제작부 3) 역
- 문혜인 : 분장 역
- 이혜아 : 헤어 역
- 구교익 : 매니저 역
- 아나스타샤 : 행인 역
- 김영필 : 아버지 역
- 강동원 : 고사손님 역
- 강민수 : 고사손님 역
- 김승윤 : 고사손님 역
- 김화중 : 고사손님 역
- 문인환 : 고사손님 역
- 송인국 : 고사손님 역
- 신석호 : 고사손님 역
- 엄주용 : 고사손님 역
- 오소영 : 고사손님 역
- 우성은 : 고사손님 역
- 유혜민 : 고사손님 역
- 최현영 : 고사손님 역
- 최화정 : 박대표 역 (특별출연)
- 이영진 : 여배우 역 (특별출연)

## 공개
- 2019년 제24회 부산국제영화제 '한국영화의 오늘- 비전' 섹션에서 월드 프리미어로 상영되었다.[1]

## 수상 및 후보
| 연도 | 시상식                      | 부문                    | 후보                 | 결과 | 참고  |
| ---- | --------------------------- | ----------------------- | -------------------- | ---- | ----- |
| 2019 | 제24회 부산국제영화제       | 한국영화감독조합상      | "찬실이는 복도 많지" | 수상 | [ 2 ] |
| 2019 | 제24회 부산국제영화제       | KBS독립영화상           | "찬실이는 복도 많지" | 수상 | [ 2 ] |
| 2019 | 제24회 부산국제영화제       | CGV 아트하우스상        | "찬실이는 복도 많지" | 수상 | [ 2 ] |
| 2019 | 제45회 서울독립영화제       | 본선경쟁 장편           | "찬실이는 복도 많지" | 후보 |       |
| 2019 | 제45회 서울독립영화제       | 관객상                  | "찬실이는 복도 많지" | 수상 | [ 3 ] |
| 2020 | 제15회 오사카 아시안 영화제 | 경쟁 부문               | "찬실이는 복도 많지" | 후보 | [ 4 ] |
| 2020 | 제56회 백상예술대상         | 영화부문 여자신인연기상 | 강말금               | 수상 |       |
| 2020 | 제56회 백상예술대상         | 영화부문 남우조연상     | 김영민               | 후보 |       |
| 2020 | 제56회 백상예술대상         | 영화부문 신인감독상     | 김초희               | 후보 |       |
| 2020 | 제22회 우디네 극동영화제    | 화이트 멀버리 상        | "찬실이는 복도 많지" | 후보 | [ 5 ] |
| 2020 | 제29회 부일영화상           | 최우수 작품상           | "찬실이는 복도 많지" | 후보 |       |
| 2020 | 제29회 부일영화상           | 남우조연상              | 김영민               | 후보 |       |
| 2020 | 제29회 부일영화상           | 여우조연상              | 윤여정               | 후보 |       |
| 2020 | 제29회 부일영화상           | 각본상                  | 김초희               | 후보 |       |
| 2020 | 제29회 부일영화상           | 신인감독상              | 김초희               | 후보 |       |
| 2020 | 제29회 부일영화상           | 여자신인연기상          | 강말금               | 수상 |       |
| 2020 | 제40회 한국영화평론가협회상 | 영평 10선               | "찬실이는 복도 많지" | 수상 |       |
| 2020 | 제40회 한국영화평론가협회상 | 여자 신인상             | 강말금               | 수상 |       |
| 2020 | 제21회 부산영화평론가협회상 | 여자 연기자상           | 강말금               | 수상 |       |
| 2020 | 제21회 올해의 여성영화인상  | 신인연기상              | 강말금               | 수상 |       |
| 2020 | 제7회 한국영화제작가협회상  | 여우조연상              | 윤여정               | 수상 |       |
| 2020 | 제7회 한국영화제작가협회상  | 각본상                  | 김초희               | 수상 |       |
| 2020 | 씨네21 영화상               | 올해의 한국영화         | "찬실이는 복도 많지" | 6위  | [ 6 ] |
| 2020 | 씨네21 영화상               | 올해의 신인여자배우     | 강말금               | 수상 | [ 7 ] |
| 2021 | 제41회 청룡영화상           | 신인여우상              | 강말금               | 수상 |       |
| 2021 | 제41회 청룡영화상           | 신인감독상              | 김초희               | 후보 |       |
| 2021 | 제8회 들꽃영화상            | 대상                    | 김초희               | 수상 |       |
| 2021 | 제8회 들꽃영화상            | 극영화 감독상           | 김초희               | 후보 |       |
| 2021 | 제8회 들꽃영화상            | 신인감독상              | 김초희               | 후보 |       |
| 2021 | 제8회 들꽃영화상            | 시나리오상              | 김초희               | 후보 |       |
| 2021 | 제8회 들꽃영화상            | 여우주연상              | 강말금               | 후보 |       |
| 2021 | 제8회 들꽃영화상            | 신인배우상              | 강말금               | 수상 |       |

## 같이 보기
- 2020년 대한민국의 영화 목록